# 托尔诺洛
托尔诺洛（義大利語：Tornolo），是意大利帕尔马省的一个市镇。总面积69平方公里，人口1154人，人口密度16.7人/平方公里（2009年）。ISTAT代码为034040。